# Eucyclops festivus
Eucyclops festivus är en kräftdjursart som beskrevs av Lindberg 1955. Eucyclops festivus ingår i släktet Eucyclops och familjen Cyclopidae. Inga underarter finns listade i Catalogue of Life.